# Peridontopyge cinerea
Peridontopyge cinerea är en mångfotingart som beskrevs av Demange 1966. Peridontopyge cinerea ingår i släktet Peridontopyge och familjen Odontopygidae. Inga underarter finns listade i Catalogue of Life.